# Tuns elkvarn

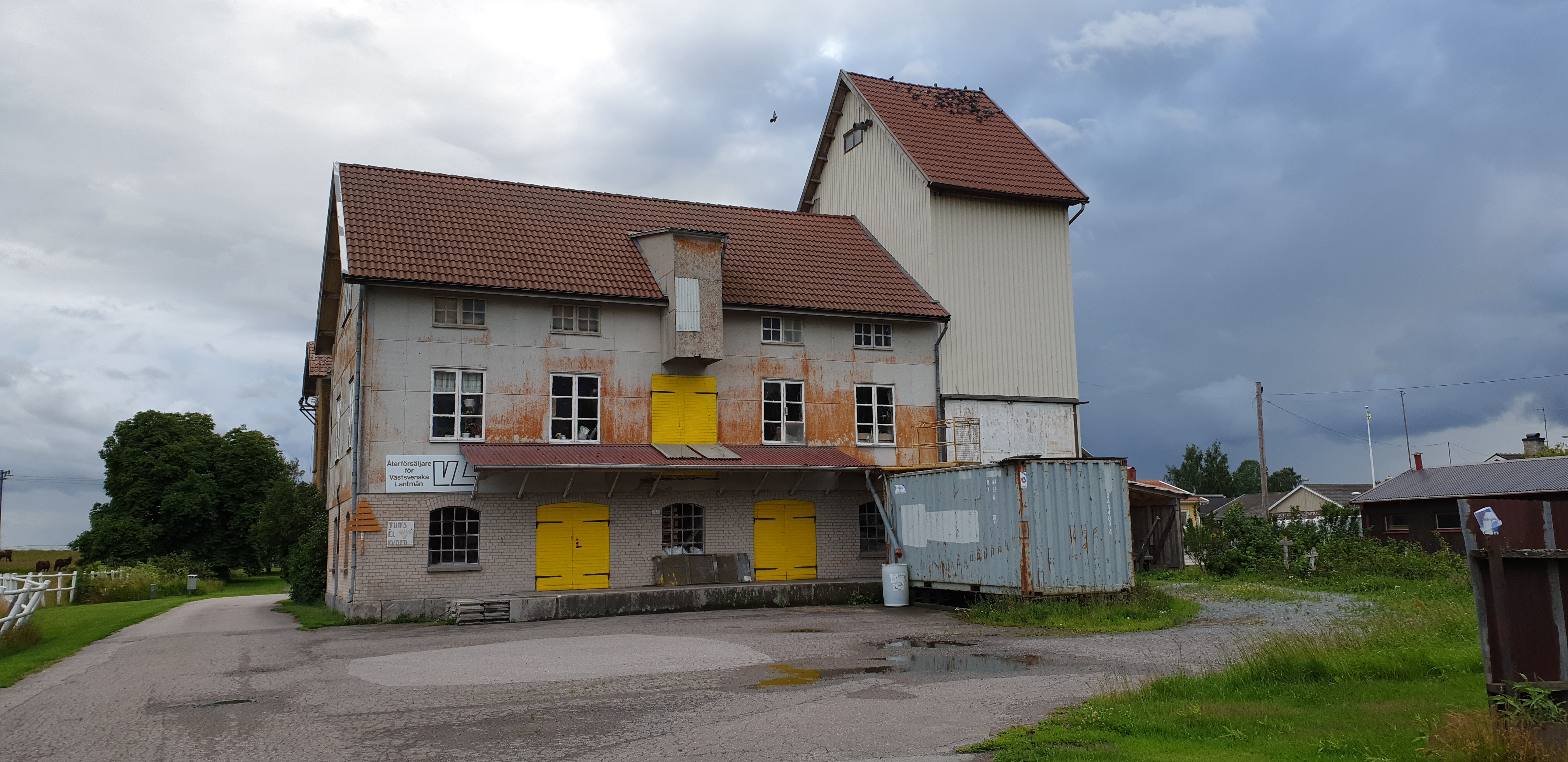
Elkvarnen i Tun, uppförd 1912-1913 av byggmästare Gottfrid Ljungberg.

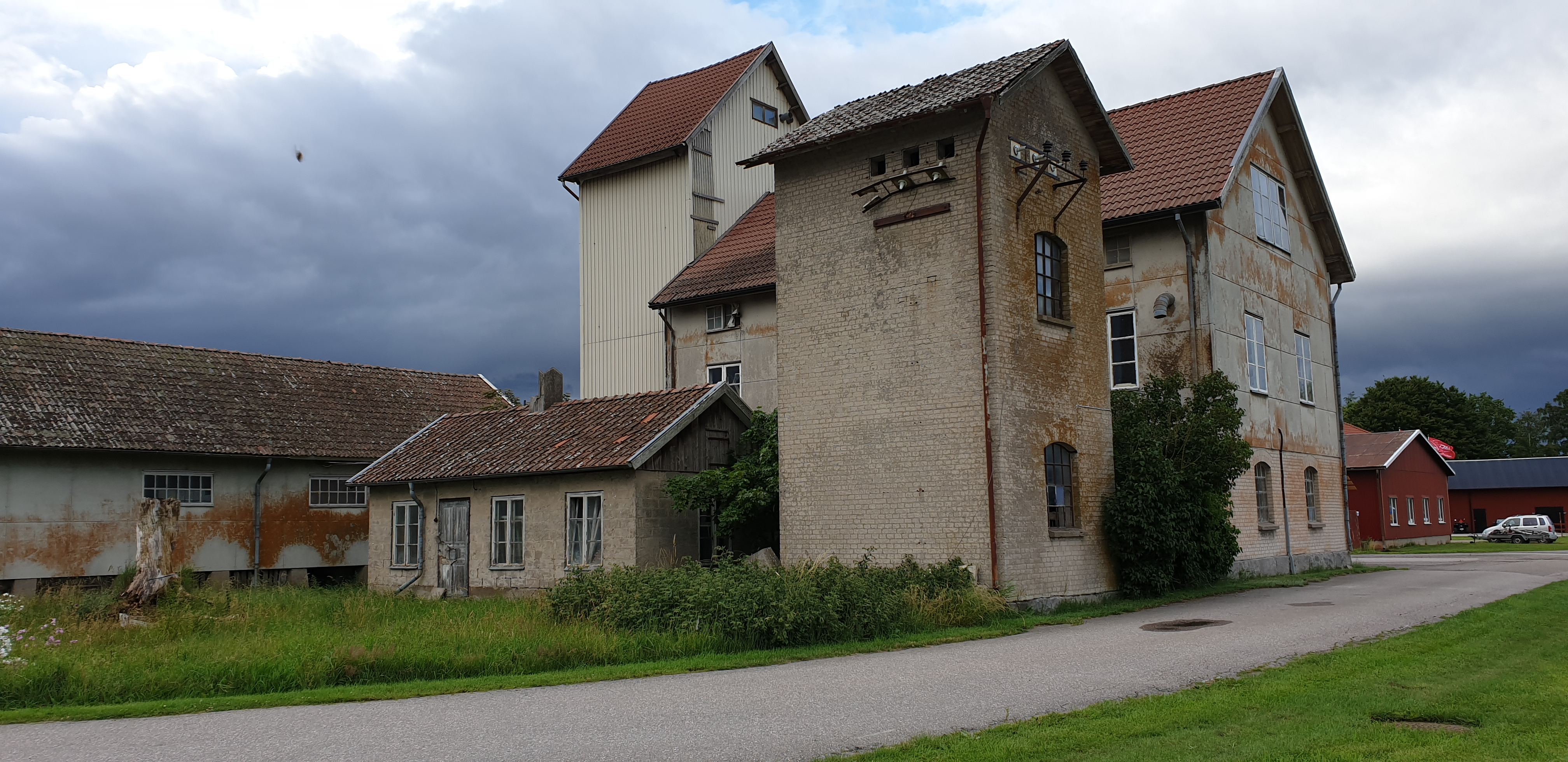
Tuns elkvarn med transformatorhus, kvarnen bidrog till att bygden elektrifierades.

Tuns elkvarn finns i samhället Tun i Lidköpings kommun, Västra Götalands län. Den uppfördes under åren 1912-1913 och har allt sedan dess varit en betydande industriell anläggning för orten. Byggnaden består av tre våningar varav den nedre är uppförd av kalkstenstegel. Detta är idag en av de få landsbygdskvarnar som finns kvar i Sverige och som fortfarande är i drift. 

## Historia
Byggmästaren Gottfrid Ljungberg lät uppföra byggnaden. Den finansierades av ett konsortium av de tre delägarna, handlaren Karl Gustav Hellqvist, änkefru Hilma Carlsson, båda från samhället, och lantbrukaren Nils August Lundgren från Karaby. 
Gottfrid Ljungbergs son, Oscar Ljungberg, blev den förste mjölnaren. Efter att arrenderat kvarnen i 10 år blev han ägare. År 1952 köptes den av Åke Skallström som drev den fram till 1980 då den såldes till Tommy Johansson. Inför 100-årsjubileet spelades filmen Mjölnar'n i Tun in, som har visats lokalt på bio.

## Utveckling
Anläggningen tillkom i samband med att Tun elektrifierades och kvarnen distribuerade all den elektriska kraften för orten.  Ursprungligen drevs det mekaniska av två elektriska motorer med en gemensam kraft av 65 hästkrafter. Kvarnen var utrustad med två stålstenar med siktar till vetemalningen, ett par till rågmalningen, och tre par till malningen av fodersäd. Till detta fanns också ett rensverk till vete och råg. Ett dubbelt valsverk med sikt till vetemalningen införskaffades år 1928. En rens- och betmaskin för utsädesrensning inmonterades år 1948. Sedan 1952 har den maskinella utrustningen moderniserades betydligt. Sålunda tillkom ny sikt, rensmaskin, visarvåg, automatisk våg till utsädet, samt en blandare för fodermjöl. Varje maskin utrustades med nya motorer med kilremsdrift.  En mjölblandare insattes år 1994. År 1983 byggdes anläggningen ut på ena gaveln med en hög tillbyggnad.